# Derde Havendok

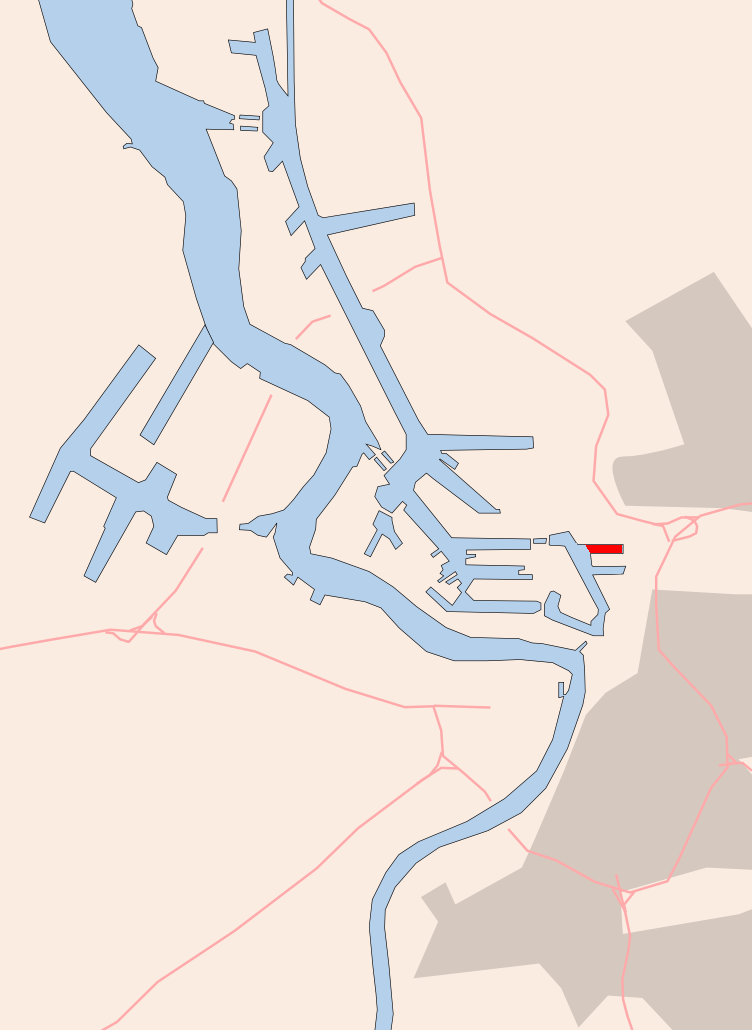
Locatie

Het Derde Havendok ligt in noordelijk Antwerpen ter hoogte van het oostelijk gelegen Luchtbal en het meest noordoostelijk gelegen oudere dok. Het werd in 1914, nog net voor de Eerste Wereldoorlog gegraven en ligt in een oost-west as, net als het Tweede Havendok. Het Derde Havendok is 780 meter, dus 80 meter langer en eveneens 200 meter breed zoals het Tweede Havendok, maar 7,40 meter diep en 1,92 ha groot. Deze dokken komen in het Albertdok uit.
Vanaf de nummering 154, 158 tot 162 ligt de Potass d'Alsace-compagnie vestiging. Nog aan de zuidkantkade vanaf nummer 164 tot 166 is de Belgian Bunkering. Aan nummer 168 ligt de noordelijke Reanimatie Centrum van het Ziekenhuis netwerk Antwerpen (ZNA) die van nummer 142 doorloopt tot daar.
Aan nº 170 (oostkade) ligt de concessie van Northern Manuport.
Vanaf de nummering aan de Noordkantkade 172 tot 174 is de United Stevedoring gevestigd. Op nummer 176 ligt de Vlaainatie. En vanaf nummer 178 tot 186 (hoek Derde Havendok en Albertdok) zijn de Nitraatmagazijnen gevestigd.
Op de Antwerpse rechteroever van de Schelde:
Albertdok · Amerikadok · Asiadok · Bevrijdingsdok · Bonapartedok · Churchilldok · Derde Havendok · Eerste Havendok · Graandok · Hansadok · Houtdok · Industriedok · Kanaaldok · 
Kattendijkdok · Kempisch dok · Kooldok · Leopolddok · Lobroekdok · Margueriedok · Marshalldok · Noordschippersdok · Petroleumdok · Sasdok · Schippersdok · Schuildok voor Lichters · Siberiadok · Steendok · Straatsburgdok · Suezdok · Tweede Havendok · Verbindingsdok · Vierde Havendok · Vijfde Havendok · Willemdok · Zesde Havendok · Zuiderdokken
Op de Oost-Vlaamse linkeroever van de Schelde:
Deurganckdok · Doeldok · Noordelijk Insteekdok · Saeftinghedok · Verrebroekdok · Vrasenedok · Waaslandkanaal · Zuidelijk Insteekdok